# Farní sbor Českobratrské církve evangelické v Pozděchově
Farní sbor Českobratrské církve evangelické v Pozděchově je sborem Českobratrské církve evangelické v Pozděchově. Sbor spadá pod Východomoravský seniorát.
Sbor je momentálně neobsazen. Administrátorkou sboru je seniorátní farářka Jaroslava Michnová. Kurátorem sboru je Jan Štach.

## Faráři sboru
- Jan Škubal (1986–2004)
- Jaroslav Voda (2006–2007)
- Vlastimil Kovář (2007–2010)
- Jiřina Kovářová (2011–2020)
- Miloš Vavrečka (2020–2024)